# Динани, Голам Хосейн Эбрахими
Голам Хосейн Эбрахими Динани (перс. غلامحسین ابراهیمی دینانی‎) — иранский философ, исследователь философии шайха Шихаб ад-Дина Сухраварди. Состоит преподавателем-пенсионером[уточнить] группы философии Факультета литературы и гуманитарных наук Тегеранского университета. Преподаёт философию в Тегеранском университете, университете «Тарбийат-е модаррес», Университете исламских мазхабов и Свободном исламском университете.

## Жизнь и учёба
Динани родился 26 декабря 1934 году в деревне Динан шахрестана Хомейнишахр остана Исфахан. Получив начальное образование в своей деревне, он стал изучать религиозные науки в исфаханском медресе Нимавард. В 1954 году, пройдя вводный курс философии, он поступил в Кумскую семинарию. Учась на третьем уровне духовного образования и изучая фикх и основы фикха, он занялся философией под руководством Алламы Табатабаи.
В 1966 году Динани переселился в Тегеран и поступил на бакалавриат Тегеранского университета. Получив степень бакалавра, он устроился на работу в Министерство образования, чтобы зарабатывать себе на жизнь. Попутно Динани продолжал обучение до тех пор, пока не получил степень доктора наук: в 1973 году он защитил диссертацию по философии.
В 1974 году он женился: плодом этого брака стали две дочери. В том же году он начал преподавать философию в Мешхедском университете имени Фирдоуси. В 1983 году Динани вновь переехал в Тегеран, где поступил в штат Тегеранского университета.

## Награды
- Включён в первую группу «Личностей, остающихся в веках» как лучший философ (2001 г.)
- Обладатель премии «Книга года 2005» за книгу «Тетрадь разума и знамение любви»
- Обладатель премии «Книга года 2006» за книгу «Блистание Ибн Рушда в перипатетике»
- Обладатель премии «Книга года 2010» за книгу «Философия и территория слова».

## Труды
Динани является автором более 20 монографий и сотен статей.
- Общие правила философии в исламской философии. В 3-х тт. Тегеран: Анджоман-е хекмат ва фальсафе, 1978 (изд. Му’ассесе-йе мутале‘ат ва тахкикат-е фарханги, 1986).
- Тетрадь разума и знамение любви. В 3-х тт. Тарх-е ноу, 2001.
- Приключения философской мысли в мире ислама. В 3-х тт. Тарх-е ноу, 1997.
- Связанное и самостоятельное бытие в исламской философии. Шеркят-е сахами-йе энтешар, 1983 (и Му’ассесе-йе пажухеши-йе хекмат ва фальсафе-йе Иран).
- Лучи размышления и непосредственного свидетельствования в философии Сухраварди. Хекмат, 1985.
- Имена и атрибуты Истины. Ахл-е калам, 1996 (и Сазман-е чап ва энтешарат-е Вазарат-е фарханг ва эршад-е ислами, 2007).
- Молитва философа. Машхад: Данешгах-е Резави-йе Остон-е кодс, 1998.
- Сомнения съедающего и съедаемого. Даират ал-ма‘ареф-е бозорг-е ислами, отред. в июне 2008 г.
- Блистание Ибн Рушда в перипатетике. Тарх-е ноу, 2005.
- Иудейские философы и одна большая проблема. Хермес, 2010.
- Бытие и опьянение. Хаким Омар Хайам Нишапури. Эттелаат, 2011.
- Философия и территория слова. Хермес, 2010.
- Введение в «Комментарий на „Геммы“» Джанди (под ред. Джалал ад-Дина Аштийани).
- Рациональность и духовность. Му’ассесе-йе тахкикат ва тоусе‘е-йе улум-е энсани.
- Жемчужина слова (Тысяча мудрых афоризмов из области философии и ирфана). Нур-е сохан, 2015 (сайт «Кетаб»).
- Загадка времени и сотворение мира. Му’ассесе-йе хекмат ва фальсафе-йе Иран, 2013.
- Высказывания Ибн Сины и пояснения Бахманйара. Му’ассесе-йе хекмат ва фальсафе-йе Иран, 2013.
- Мудрость диалога (назидательные философские беседы). Хермес, 2014.
- От осязаемого к рациональному. Му’ассесе-йе хекмат ва фальсафе-йе Иран, 2015.